# Il bandito di Sierra Morena
Il bandito di Sierra Morena (Amanecer en puerta oscura) è un film del 1957 diretto da José María Forqué.

## Trama
Andalucia, XIX secolo. Il minatore Andrés Ruiz durante un moto di ribellione uccide il caposquadra degli operai; l'amico Pedro, nel tentativo di aiutarlo, uccide senza volerlo il capo della miniera stessa. Costretti, assieme alle rispettive compagne, a darsi alla macchia. Tra i monti vengono aiutati a sfuggire alla Guardia Civile dal bandito Juan Cuenca, anch'egli fuggiasco per aver ucciso la moglie. Il gruppo, braccato sempre più pericolosamente, tenta di imbarcarsi clandestinamente per raggiungere il continente americano, ma i tre uomini vengono arrestati e condannati a morte. Le esecuzioni vengono fissate durante la Settimana Santa di Malaga, in cui, secondo una legge, deve essere data la possibilità a un condannato di ottenere la grazia. Sarà la statua del Cristo della confraternita di "Gesù Il Ricco" a indicare quale dei tre detenuti potrà ritrovare la libertà.

## Riconoscimenti
- Orso d'argento al Festival di Berlino (1957)